# RTU Klondaika
Le RTU Klondaika est un club letton féminin de basket-ball appartenant à la LSBL, l'élite du championnat letton. Le club est basé dans la ville de Riga.

## Palmarès
- Champion de Lettonie : 1997, 1998, 2000

## Entraîneurs successifs
- Depuis ? :  Aivars Vinbergs